# Igor Štimac
Igor Štimac (Metković, 6 september 1967) is een Kroatisch voormalig voetbalspeler en -trainer. Hij was tussen 2012 en 2013 bondscoach van Kroatië.

## Spelerscarrière
Štimac voetbalde voor het Kroatische HNK Hajduk Split en HNK Cibalia, het Spaanse Cádiz CF en de Engelse teams Derby County en de West Ham United. Hij sloot zijn carrière af in 2002. Hij kwam 53 keer uit voor het Kroatisch nationaal elftal, waarin hij in 1990 debuteerde.

## Trainerscarrière
Štimac begon zijn trainerscarrière in 2005 bij zijn ex-club HNK Hajduk Split. In 2006 coachte hij twee maanden HNK Cibalia. Op 14 september 2009 werd hij aangesteld als nieuwe coach van NK Zagreb. Op 14 mei 2010 werd hij er ontslagen. Op 5 juli 2012 werd hij na het vertrek van Slaven Bilić aangesteld als nieuwe bondscoach van Kroatië. Zijn eerste (oefen)wedstrijd als bondscoach ging verloren. Hij behaalde met Kroatië 16 punten uit de eerste zes WK-kwalificatiewedstrijden voor het WK in Brazilië. Op 7 juni 2013 verloor Kroatië voor het eerst in Groep A van Schotland. Kroatië eindigde in groep A als tweede met een achterstand van negen punten op groepswinnaar België, waardoor het barrages moet spelen. Op 16 oktober 2013 diende Štimac zijn ontslag in. Niko Kovač werd aangewezen als zijn opvolger en loodste de ploeg ten koste van IJsland alsnog naar de WK-eindronde. Bij de loting op 6 december 2013 werd Kroatië ingedeeld in groep A, samen met gastland Brazilië, Mexico en Kameroen. Begin 2015 werd Štimac aangesteld als de nieuwe hoofdtrainer van NK Zadar. Štimac volgde hiermee zijn oude voetbalcoach Miroslav Blažević op. Nadat NK Zadar was afgedaald naar de Druga HNL, verliet Štimac de club. Later dat jaar ging hij aan de slag als trainer van het Iraanse Sepahan. Štimac trainde daarna tot 2017 het Qatarese Al-Shahania SC. In mei 2019 werd hij bondscoach van India.

## Interlanddoelpunten
| 1 | 3 september 1995 | Kroatië – Estland | 6 – 1 | 7 – 1 | EK 1996-kwalificatieduel |
| 2 | 26 maart 1996    | Kroatië – Israël  | 1 – 0 | 2 – 0 | Vriendschappelijk        |